# Leymus multiflorus
Leymus multiflorus är en gräsart som först beskrevs av Gould, och fick sitt nu gällande namn av Mary Elizabeth Barkworth och R.J.Atkins. Leymus multiflorus ingår i släktet strandrågssläktet, och familjen gräs. Inga underarter finns listade i Catalogue of Life.